# Idow Kohen
Idow Kohen (hebr.: אידוב כהן, ang.: Idov Cohen, ur. 4 listopada 1909 w Mihăileni w Rumunii, zm. 16 maja 1998) – izraelski polityk, w latach 1949–1963 poseł do Knesetu z listy Partii Progresywnej.
W wyborach parlamentarnych w 1949 po raz pierwszy dostał się do izraelskiego parlamentu. W kolejnych nie uzyskał reelekcji, ale już 10 września 1951 wszedł w skład drugiego Knesetu po rezygnacji Moszego Kola. Zasiadał w Knesetach I, II, III, IV i V kadencji, przy czym w ostatniej kadencji z listy Partii Liberalnej. 11 listopada 1963 zrezygnował z zasiadania w parlamencie, mandat objął po nim Aharon Goldstein.